# Hampshire-Becken
Das Hampshire-Becken ist ein sedimentäres Becken in Südengland. Seine Sedimentfüllung ist paläogenen Alters und besteht vorwiegend aus Sanden und Tonen.

## Geographie

Geologische Karte des südöstlichen Englands und Nordfrankreichs zur regionalen Situierung des Hampshire-Beckens

Das Becken erstreckt sich über weite Teile der Grafschaften Hampshire, dessen Namen es trägt, Dorset und Sussex, ferner berührt es den Norden der Isle of Wight. Es bildet den nördlichen, landwärtigen Teil des Hampshire-Dieppe-Beckens im Ärmelkanal. Entlang der südenglischen Küste lässt sich das Hampshire-Becken vom Raum Dorchester im Westen bis nach Beachy Head im Osten über eine Entfernung von rund 160 Kilometer verfolgen. Im Norden wird es von den Kreideschichten der South Downs, des Salisbury Plain und Cranborne Chase umrahmt. Seine Südgrenze bildet die Purbeck-Monokline, die von den Old Harry Rocks zu The Needles und zum zentralen Rücken der Isle of Wight verläuft. Sie setzt sich dann untermeerisch im Ärmelkanal als Wight-Bray-Monokline weiter fort. Das Schichtpaket wurde monoklinal verfaltet, wobei die Schichten jetzt teilweise senkrecht stehen, zu sehen in den Purbeck Hills. Das recht asymmetrische (mit flach einfallendem Nordflügel und steilem Südflügel), Ost-West-streichende Becken erreicht an seiner breitesten Stelle zwischen Salisbury und Newport 48 Kilometer.
Im Becken finden sich viele Wald- und Heidegebiete wie beispielsweise der Wareham Forest und der New Forest. Größere Küstenstädte sind Bournemouth, Southampton und Portsmouth. Eine Besonderheit sind die vielen ertrunkenen Flusstäler (Rias) wie z. B. Solent, Southampton Water, Cowes und Bembridge mit den Häfen Poole Harbour, Portsmouth Harbour, Chichester Harbour, Langstone Harbour, Pagham Harbour und Yarmouth.
Das Hampshire-Becken besitzt keinen dominanten Vorfluter. Das Becken wurde vormals vom River Frome und vom Solent in West-Ost-Richtung drainiert, deren Seitenarme nach Nord-Süd ausgerichtet waren. Dieses Netz wurde am Ende der letzten Eiszeit vom steigenden Meeresspiegel außer Kraft gesetzt und die einstige Landverbindung zur Isle of Wight wurde überflutet. Der westliche Beckenteil wird heute über den Frome und den River Piddle in den Poole Harbour entwässert. Der Zentralteil liegt im Einzugsbereich des Solent (mit den Flussläufen Lymington River, Test, Itchen, Meon, Hamble, Western Yar, Medina und Eastern Yar), der entweder direkt oder über das Southampton Water mit dem Ärmelkanal verbunden ist. Der Ostteil des Beckens besteht aus einer recht engen Küstenebene, die von vielen kleinen Wasserläufen durchquert wird. Die etwas größeren wie der River Arun und der River Adur haben im Weald ihren Ursprung.

## Geologische Struktur

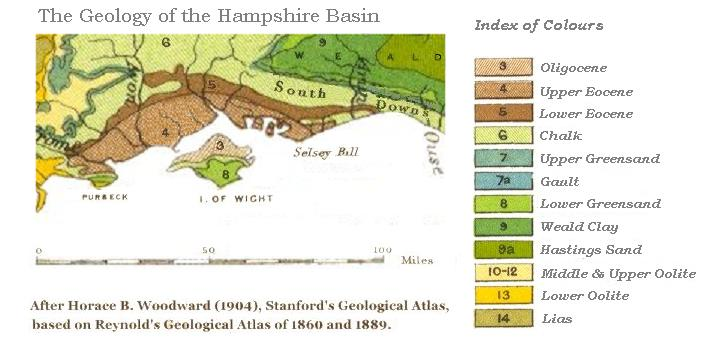
Geologische Karte des Hampshire-Beckens

Das Hampshire-Becken ist eine asymmetrische Synklinale, die von Kreideschichten der Oberkreide umrahmt wird. Am Nordrand des Beckens fallen die Schichten vom Salisbury Plain ausgehend flach nach Süden ein, werden jedoch am Südrand monoklinal steil gestellt. Die Grenzfläche zur Oberkreide liegt westlich von Winchester auf 170 Meter über dem Meeresspiegel, wohingegen sie in Newport bereits 600 Meter unter Tage aufweist. Sie richtet sich anschließend steil auf und erreicht in den zentralen Hügeln der Isle of Wight knapp 200 Meter an Höhe.
Diese an und für sich recht einfache Synlinalstruktur wird durch mehrere kleinere Anomalien etwas verkompliziert. So besteht südöstlich von Salisbury eine kleine Synklinale aus paläozänen und eozänen Schichten. Eine Antiklinale nördlich von Portsmouth ist der Portsdown Hill; in ihrem Kern findet sich Kreide inmitten jüngerer Sedimente. Vergleichbar ist auch die Struktur zwischen Bognor Regis und Worthing, die von den Kreideschichten der South Downs durch ein Band aus Reading-Beds und London Clay abgetrennt wird (verläuft von Havant nach Lancing).
Die Kreideschichten stellen ein recht dünnes Venier dar, das sich über ältere und relativ starre Krustenblöcke des Variszikums gelegt hat. Während der Alpinen Orogenese erfuhren diese Krustenblöcke vertikale Versatzbewegungen, die sich in die Sedimenthülle durchpausten.

## Stratigraphie
Die Geologie des tieferen Untergrundes ist komplex. Die einzelnen Krustenblöcke werden von Nordwest-Südost-streichenden Verwerfungen begrenzt, über das sich ein West-Ost-orientiertes Bruchsystem gelegt hat. Die einzelnen Blöcke haben sich im ausgehenden Paläozoikum und erneut im Mesozoikum gegeneinander bewegt, so dass die auf ihnen vor der Kreide abgelagerten Formationen sehr beträchtliche Mächtigkeitsschwankungen zu verzeichnen haben. Das Wytch Farm-Ölfeld ist beispielsweise an einem dieser Blöcke gestaut worden. Auf den paläozoischen Krustenblöcken sedimentierte Perm, Trias sowie Jura bis Unterkreide (Oolithkalke des Great Oolite aus dem Mittleren Jura (Bathonium) bis Weald Clay aus dem Hauterivium). Der Krustenbereich des Hampshire-Beckens erlebte dann in der Unterkreide eine Dehnungsphase, wobei die Krustenblöcke an listrischen Verwerfungen nach Süden abrutschten (Rift-Phase). Es folgte ein bis ins Aptium dauernder Hiatus unter Herausbildung einer Erosionsfläche. Im Unteren Aptium transgredierte dann der Lower Greensand über diese Fläche hinweg. Die folgenden Kreideschichten zeigen starke Mächtigkeitsschwankungen, da sie von Osten kommend Richtung Dorset transgredierten. Es gibt Hinweise, dass der im Westen abgesetzte Upper Greensand dasselbe Alter besitzt wie die ersten Kreideablagerungen auf der Isle of Wight (Oberes Albium/Cenomanium).
Die Sedimentfüllung des eigentlichen Hampshire-Beckens stammt jedoch aus dem Paläogen und reicht vom Thanetium (Paläozän) bis ins Rupelium (Oligozän). Sie ist somit jünger als die vergleichbare Abfolge im Londoner Becken. Die Sedimentfolge setzt sich wie folgt zusammen (vom Hangenden zum Liegenden):
- Solent-Gruppe
- Barton-Gruppe
- Bracklesham-Gruppe
- Thames-Gruppe
- Lambeth-Gruppe

### Lambeth-Gruppe
Die basale, etwa 30 Meter mächtige Lambeth-Gruppe stammt aus dem obersten Thanetium und besteht im Wesentlichen aus der Reading-Formation (bzw. Reading Beds). Sie beginnt mit geringmächtigen geröllführenden Meeressanden, gefolgt von fluviatilen Sanden und lagunären, rotgesprenkelten Tonen. Herkunftsort der Sande ist das Armorikanische Massiv. Die Woolwich-Formation ist eine Spezialfazies, die nur ablandig im Südosten auftritt.

### Thames-Gruppe
Die darüberfolgende, etwa 100 Meter mächtige, flachmarine Thames-Gruppe besteht im Hampshire-Becken nur aus der London-Clay-Formation des Ypresiums. Sie zeigt Sequenzen mit Korngrößenzunahme zum Hangenden. Die Sequenzen enden in schräggeschichteten Sanden, die auf strandnahe Gezeitenrinnen hindeuten. Am Westende des Beckens führt das abschließende Christchurch Member sogar Paläoböden mit Wurzelresten; dies lässt eine seewärtige Ausweitung der Gezeitenniederungen vermuten.
Die Thanet- und Thames-Gruppe sind in einem relativ engen, den Nordrand des Beckens umrahmenden Band aufgeschlossen. Dieses beginnt an der Küste bei Studland, umrahmt die Dorset-Heide, führt nördlich um Romsey herum, dreht dann nach Südost Richtung Eastleigh und verläuft dann nach Osten über Chichester, Worthing und Shoreham-by-Sea. Die nachfolgenden Gruppen nehmen das Beckeninnere ein.

### Bracklesham-Gruppe
Die 140 Meter mächtige Bracklesham-Gruppe aus dem Oberen Ypresium und Lutetium ist in zwei Faziesbereiche unterteilt. Im Osten (Hampshire) baut sie sich aus folgenden Formationen auf (von jung nach alt):
- Selsey-Formation
- Marsh-Farm-Formation
- Earnley-Formation
- Wittering-Formation

Der Westteil in Dorset besteht aus der basalen Poole-Formation und der darüberliegenden Branksome-Sand-Formation; letztere ist äquivalent zur Selsey-Formation.
All diese Formationen dokumentieren generell ein komplexes Ineinandergreifen von marinen, ästuarinen, lagunären und fluviatilen Sedimentationsbereichen und somit einen häufigen Positionswechsel der Strandlinie. Offen marine Sedimente bauen nur die Earnley-Formation und die Selsey-Formation auf (glaukonitische Sande, Silte und Tone). Ihre Ablagerungstiefen dürften zwischen 10 und 100 Meter geschwankt haben. Die Poole-Formation in Dorset besteht jedoch bereits aus recht grobkörnigen, schräggeschichteten Flusssanden.

### Barton-Gruppe
Die Barton-Gruppe des Oberen Lutetiums und Bartoniums erreicht 120 Meter an Mächtigkeit. Sie baut sich aus folgenden Formationen auf (von jung nach alt):
- Becton-Sand-Formation
- Charma-Sand-Formation
- Barton-Clay-Formation

Die basale Barton-Clay-Formation, Stratotyp für das Bartonium, wird nach Westen von der Boscombe-Sand-Formation abgelöst. Generell nimmt innerhalb der Barton-Gruppe die Korngröße zum Hangenden hin zu, d. h. die marinen Tone an der Basis gehen in strandnahe Sande über, welche dann von einem Paläobodenhorizont abgeschlossen werden. Dies wird dahin interpretiert, dass gegen Ende des Eozäns eine Küstenebene weit in das Becken progradiert hatte.

### Solent-Gruppe
Die 40 Meter mächtige Solent-Gruppe aus dem Priabonium und Rupelium setzt sich wie folgt zusammen (vom Hangenden zum Liegenden):
- Bouldnor-Formation
- Bembridge-Limestone-Formation
- Headon-Hill-Formation

Die Gruppe setzt mit der Headon-Hill-Formation ein, einer Brackwasser-Formation, die hinter einer Sandbarre in Lagunen, Flussläufen und Seen abgelagert worden war. In ihrem Mittelteil erfährt sie eine kurzzeitige marine Inkursion. Der folgende Bembridge Limestone ist ein Süßwasserkalk mit einer terrestrischen Molluskenfauna und Säugetierresten. Die abschließende Bouldnor-Formation aus dem Rupel ist die jüngste Formation des Hampshire-Beckens. Sie ist im küstennahen Bereich entstanden, erkennbar am Wechsel von Faunen des Frisch- und Brackwasserbereichs mit marinen Elementen.
Schwermineralanalysen aus dem Hampshire-Becken belegen, dass die vollmarinen Formationen ihre Sedimentfracht aus dem schottischen Bereich bezogen. Bei relativ hoch stehendem Meeresspiegel hatten zur Ostküste parallel verlaufende Meeresströmungen (engl. longshore currents) die Sedimente aus Norden herantransportiert. Die küstennahen Ablagerungen legen jedoch die wesentlich näheren Herkunftsgebiete des Armorikanischen Massivs und Cornwalls nahe.

## Tektonik

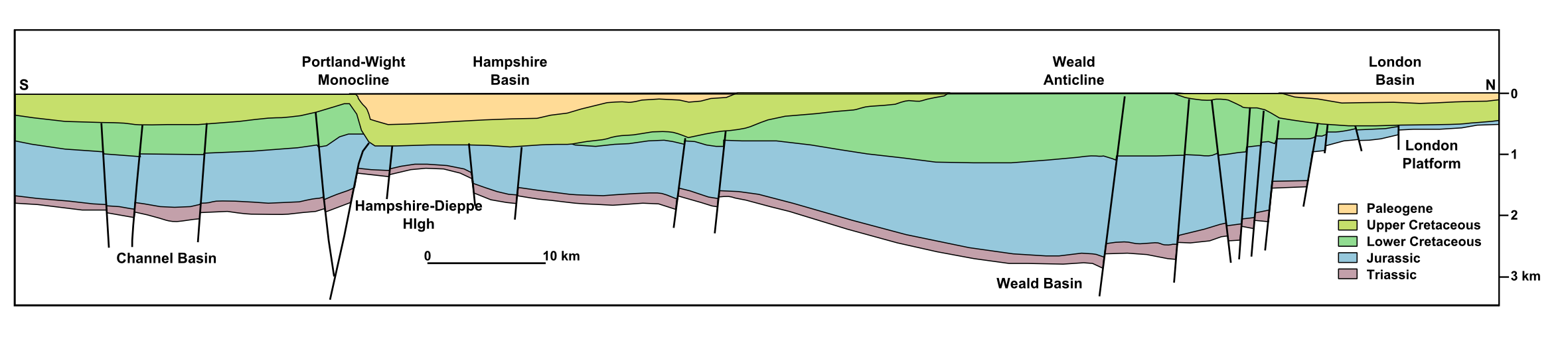
Nord-Süd Oberkrustenprofil vom Londoner Becken zum Hampshire-Becken

Nach dem Absetzen der letzten Formation (Bouldnor-Formation) im Hampshire-Becken verlandete dieses und wurde tektonisch angehoben, gut erkennbar an dem fast senkrechten Einfallen der Portland-Wight-Monokline. Dieses Ereignis wird gewöhnlich einer spätalpinen, kompressiven Phase im Miozän zugeschrieben. Die listrischen Verwerfungsflächen aus der mesozoischen Riftphase wurden dabei als Aufschiebungen reaktiviert. An ihnen wurde die relativ dünne, während der Nachriftzeit akkumulierte Sedimenthaut, aufgedrückt und zu steilflügeligen, Ost-West-streichenden Monoklinen verformt. Auf diese Weise entstanden die Portsdown-Antikline, die bereits angeführte Portland-Wight-Monokline, die nach Südost umschwenkende Achse des Weald-Artois-Uplifts und der Südost-streichende Start-Cotentin-Rücken.
Es finden sich aber wiederaufgearbeitet Klasten und Fossilien in der Selsey-Formation auf der Isle of Wight, die darauf hindeuten, dass Teile des Portland-Wight-Hochs bereits im Unteren Lutetium aufgetaucht waren. Dieser Prozess dauerte auch noch während der Ablagerung des Barton Clay bis ins Untere Bartonium an. Daraus folgt, dass der Hebungsprozess der Hochstrukturen sich über den Zeitraum Mittleres Eozän bis Miozän hinzog und womöglich in mehreren pulsartigen Schüben erfolgte.

## Abschließende Betrachtung
Der Füllung des Hampshire-Beckens durch Sedimente des Oberen Thanetiums bis Rupeliums war eine intensive Hebungs- und Abtragungsphase vorausgegangen, die vom Ende der Kreide bis ins Paläozän andauerte und eine Einebnung der Oberkreide bewirkte. Während des Thanetiums transgredierte ein Schelfmeer. Bedingt durch globale Meeresspiegeländerungen kam es jedoch zu einem häufigen Wechsel von marinen Fazies mit angrenzenden Küsten- und Flussfazies im Sedimentationsraum. Die marinen Sedimente wurden mittels der Nordsee von Norden aus Schottland angeliefert, wohingegen die randfaziellen Sedimente neben örtlichen Komponenten vorwiegend aus den nähergelegenen Liefergebieten des Ärmelkanals – Armorika und Cornwall – stammen dürften.
Bereits gegen Ende des Lutetiums ereigneten sich erste, örtlich begrenzte, tektonische Bewegungen (Inversionstektonik mit Bildung von Antiklinalstrukturen). Diese Bewegungen, die ursächlich mit der Orogenese im Alpen- und Pyrenäenraum verknüpft sind, intensivierten sich ab dem späten Oligozän und hielten bis ins Miozän an.
Es ist sehr wahrscheinlich, dass das Hampshire-Becken und das Londoner Becken einst einen zusammengehörigen Sedimentationsraum darstellten, der im Paläozän den gesamten Südosten Englands umfasste. Die beiden Becken wurden aber während des Eozäns durch das allmähliche Auftauchen der Weald-Artois-Antiklinale voneinander getrennt. Zu Beginn des Oligozäns war das Londoner Becken bereits trockengefallen und nur der Zentralteil des Hampshire-Beckens um den Solent war noch vom Meer bedeckt (Sedimentation der Bouldnor-Formation).